# 蔡龙臣
蔡龙臣（韓語：채용신，1848年—1941年），19世纪末期朝鲜美人画画家。蔡龙臣出身武官。朝鮮王朝后期，美人画兴起，蔡龙臣就畫了一些美人画。他把西欧的立体感加入传统画法中。其代表作《云娘子图》现藏于首尔国立中央博物馆。他還创作了历代帝王、興宣大院君以及朝鮮高宗的肖像。蔡龙臣曾在日治朝鮮期間游览朝鮮半島，临摹僧侣画像和祖宗人物肖像，并给周围的人画肖像。1917年，他受到日本本土的邀请为名人画像。